# Arteria collaterale ulnare inferiore
L'arteria collaterale ulnare inferiore (conosciuta anche con il nome di arteria anastomotica magna) è una arteria di piccolo calibro, un ramo collaterale dell'arteria brachiale, che nasce circa 5 centimetri sopra l'articolazione del gomito.

## Decorso
Dopo aver preso origine dall'arteria brachiale, circa 5 c. superiormente alla piega del gomito, il vaso passa medialmente sulla brachiale stessa, e perforando il setto intermuscolare mediale, si snoda intorno alla faccia posteriore dell'omero tra il tricipite brachiale e l'osso stesso. L'arteria si anastomizza con l'arteria collaterale media e con l'arteria brachiale profonda, formando un'arcata vascolare sopra la fossa olecranica.

## Rami ed anastomosi
Mentre il vaso si trova sulla brachiale, dà rami arteriosi che risalgono a collegarsi con l'arteria collaterale ulnare superiore. Altri rami invece disccendono davanti all'epicondilo mediale, per anastomizzarsi con l'arteria ulnare anteriore ricorrente.
Dietro l'epicondilo mediale nasce spesso un ramo che entra in anastomosi con l'arteria collaterale ulnare superiore e l'arteria ulnare posteriore ricorrente.

## Galleria d'immagini

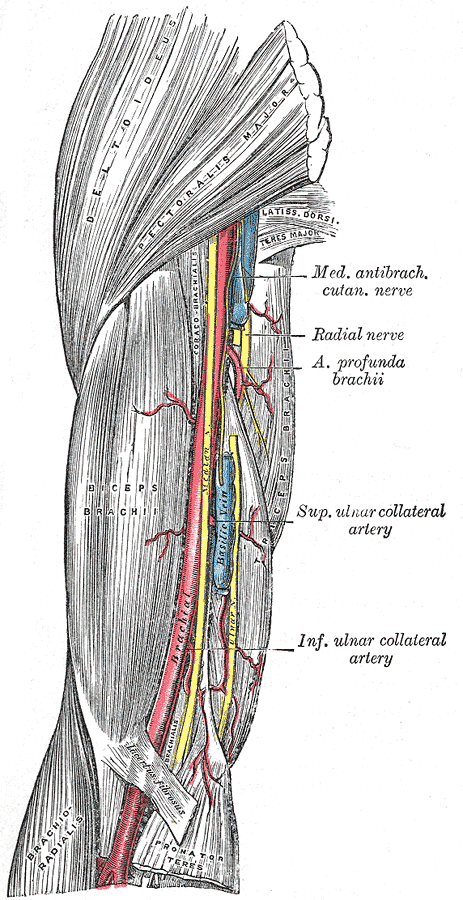
L'arteria brachiale.
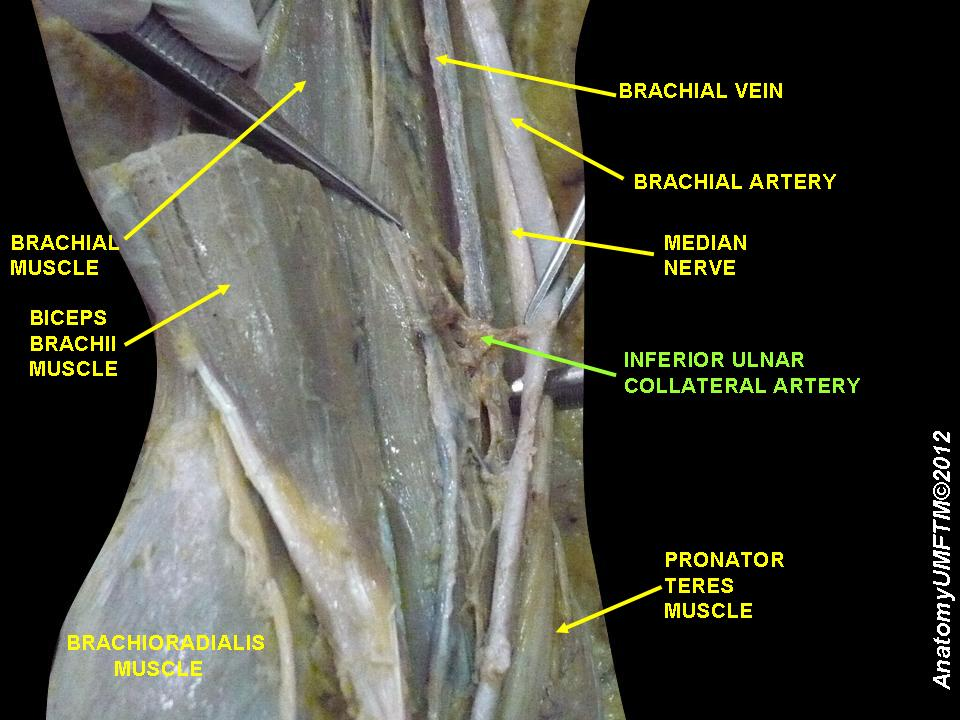
L'arteria collaterale inferiore ulnare